# Nguyễn Ðình Chi
Nguyễn Ðình Chi (ur. 20 stycznia 1953) – wietnamski zapaśnik walczący w stylu wolnym. Olimpijczyk z Moskwy 1980, gdzie zajął piętnaste miejsce w wadze lekkiej.

## Letnie Igrzyska Olimpijskie 1980
| Konkurencja      | Rundy eliminacyjne   | Rundy eliminacyjne      | Klas. końcowa |
| Konkurencja      | Przeciwnik I         | Przeciwnik II           | Miejsce       |
| ---------------- | -------------------- | ----------------------- | ------------- |
| 68 kg styl wolny | János Kocsis (HUN) P | Jagmander Singh (IND) P | 15.           |